# アイスクリーム・フォー・ブレックファスト・デー

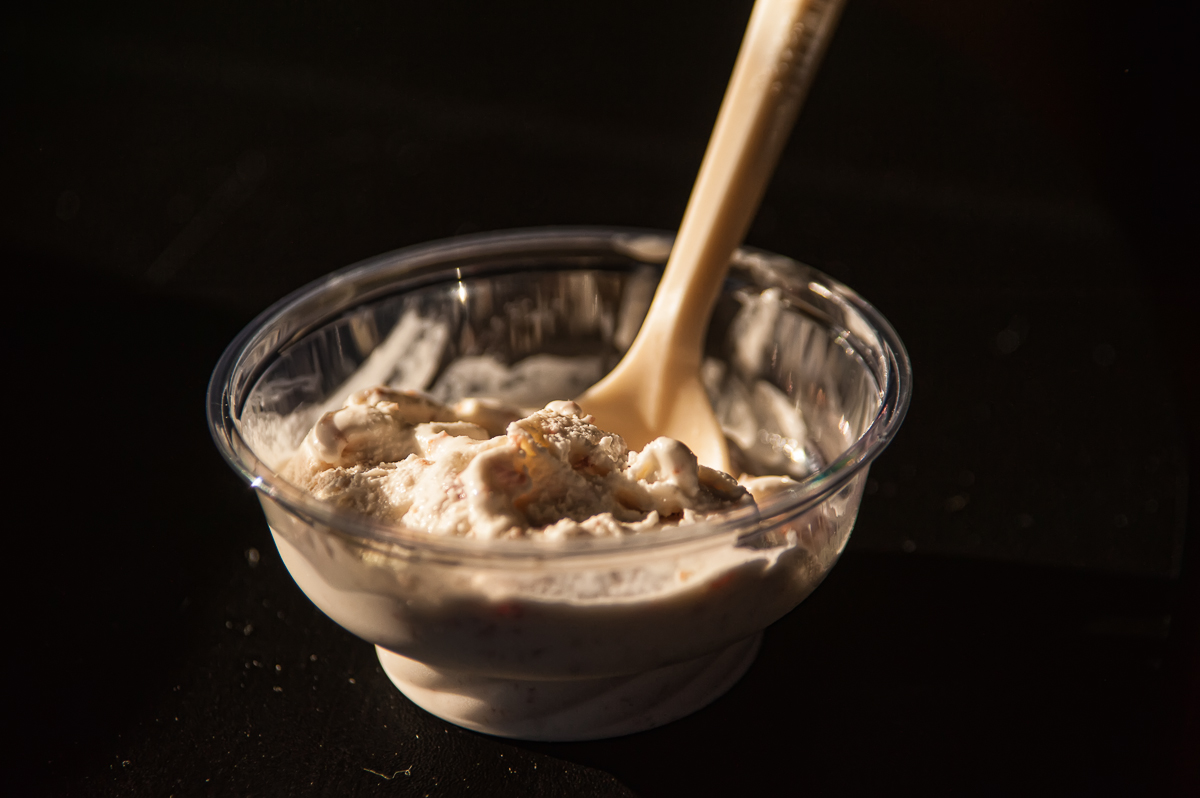
2014年のICFBDにアイスクリーム店で無料提供されたアイスクリーム

アイスクリーム・フォー・ブレックファスト・デー (英語: Ice Cream for Breakfast Day, ICFBD) は、2月第一土曜日に朝食でアイスクリームを食べるという非公式の祝日。

## 発祥
アイスクリーム・フォー・ブレックファスト・デー（ICFBD）を発案したのは、アメリカ合衆国ニューヨーク州ロチェスターに住んでいた、6児の母であるフローレンス・ラパポートという女性だった。1966年1月31日から2月1日にかけて、ロチェスターを記録的な吹雪が襲った。積雪により、ラパポート家の人々は数日間を家の中で閉じこもって過ごさざるを得なくなった。そのような中、フローレンスは下の2人の子、ルースとジョーを元気づけようと、今日は朝食にアイスクリームを食べる日とする、と言ったのだという。彼女自身は約40年後のインタビューで「それは寒い雪の日のことで、子どもたちは何をするにも寒すぎる、と不平を言っていました。だから私は言ったんです、『朝食にアイスクリームを食べましょう』と。」 と語っている。翌年から、ルースとジョーはこの「とても大切な日」が来るたびにフローレンスに思い出させるようになり、ICFBDはラパポート家の慣習となった。ラパポート家の兄弟たちは、成長してカレッジに入るとパーティーを開いて仲間にICFBDの習慣を教え、そこから次第にこの慣習が拡散していった。

## 世界的な広まり
フローレンスの孫の世代が世界各地へ広がっていったことで、ICFBDも世界中に伝播していった。ネパール、ナミビア、ドイツ、ニュージーランド、チリ、ホンジュラスといった国々でICFBDのパーティーが開かれた記録がある。その中には小規模な身内のパーティーもあれば、より大規模な催しもあった。中国でも、2003年に『コスモポリタン』中国版や杭州の地元雑誌で取り上げられてから拡散していった。
イスラエルでは、ジョー・ラパポートがハイファに移り住んでICFBDを広めた。初めてICFBDをイスラエルで取り上げたメディアはハアレツ誌で、2013年にヘブライ語、2014年に英語の記事を出している。2020年には、エルサレム・ポストによれば、イスラエルで約10万人がICFBDを祝ったという。

## 祝典
アイスクリーム・フォー・ブレックファスト・デーは、公式には2月第一土曜日に設定されている。公式ウェブサイトには、以下の3か条のルールが提示されている。
1. アイスクリームを食べよ。
2. 2月の第一土曜日に。
3. 朝食で。[11]